# Gornje Cikote
Gornje Cikote (cyr. Горње Цикоте) – wieś w Bośni i Hercegowinie, w Republice Serbskiej, w gminie Rudo. W 2013 roku liczyła 8 mieszkańców.